# Rawa Mekar Jaya (Serpong)
Rawa Mekar Jaya is een bestuurslaag in het regentschap Tangerang Selatan van de provincie Banten, Indonesië. Rawa Mekar Jaya telt 15.076 inwoners (volkstelling 2010).